# Jaime Belmonte
Jaime Belmonte (8 de outubro de 1934 - 21 de janeiro de 2009) foi um futebolista mexicano que competiu na Copa do Mundo FIFA de 1958.